# Bak Zoltán
Bak Zoltán (Győr, 1963. április 24. – Győr, 2012. március 12.) zeneszerző-gitáros.

## Életútja
A győri Czuczor Gergely Bencés Gimnáziumban érettségizett 1981-ben. Kezdetben Roth Ede tanította gitározni, később maga a hangszer. Zeneszerzést Reményi Attila Erkel-díjas zeneszerzőnél tanult.
Az 1980-as évek közepén szerepelt a Zenebutik győri adásában, utána telt ház előtt tartotta önálló estjét a Bartók Béla megyei Művelődési Központ színháztermében, a Hanglemezgyártó Vállalat is érdeklődött zenéje iránt – de végül csak 1990-ben jelent meg a lemeze magánkiadásban, angol nyelvű borítóval. Címe: Az élet utolsó pillanatáig, melyben a csúszásokat egyszerű trükkel egy üvegpohárral, a polifon játékot pedig bal kézzel történő pengetéssel éri el a szerző.
Nemcsak Győr és környéke ismerte művészetét, 1985-ben önálló esttel fellépett, és adott gitárkoncertet Budapesten az Egyetemi Színpadon, 1988-ban a Móra Ferenc Múzeum szervezésében Kiskunfélegyházán Egy rendes ember paraméterei címmel. Ezek mellett az ország számos pontján koncertezett, külföldön osztrák, olasz, német és lengyel közönség hallgathatta játékát és szerzeményeit. 1998-ban Tanai Csaba Fénylények című tárlatának megnyitóján Kovács Zoltán zongoraművésszel közösen lépett fel.
1993-ban három baletthez írt zenét írt, Szemtől szembe, Az ígéret földje, Az élet utolsó pillanatáig címekkel, amelyeket a Győri Balett élő zenére adott elő. Zenéjéhez gyakran ő maga írta a verseket is.

„S te, aki itt ülsz csodára várva: / ne feledd, hogy a csoda melletted ül, csodára várva.”

– Bak Zoltán

Az 1993-as Kapolcsi Művészeti Fesztiválon Fábri Zoltán életművének kiállítását az ő produkciója kíséretében nyitották meg. A Művészetek Völgyének rendszeres fellépője volt.

## Zenei stílusa
Saját szerzeményeinek kiforrott arculata van, amely a fiatal szerző tehetségét dicséri. Bak Zoltán műveiben teljesen új technikát fedezhetünk fel, amely kitágítja a hangzás, hangszerelés és a hangszín kereteit. Olyan felfedezéseket oszt meg velünk a szerző, amelyek teljesen lenyűgöznek, és valóban a fülünk nem csal meg bennünket a zseniális gitárost illetően. Néha különleges hangzásokkal találkozunk, amelyeket azelőtt csak több hangszeren, vagy zenekaron hallhattunk. Műveiben kötetlen, minden stílusból egy kicsit merítő, mégis teljesen szokatlan, improvizációban gazdag gitárzenét hallhatunk. Bak Zoltán műveinek ritmusvilága, hangulata, érzései gazdagon és ugyanakkor magától értetődő egyszerűséggel születnek meg a szerző lelkében és ujjain. Hanglemeze "Az élet utolsó pillanatáig" címmel 1990-ben jelent meg, 
2012-ben súlyos betegség következtében, tragikus hirtelenséggel hunyt el 49 éves korában. Március 27-én temették el a győr-nádorvárosi köztemetőben.